# 방겔리스 메이마라키스

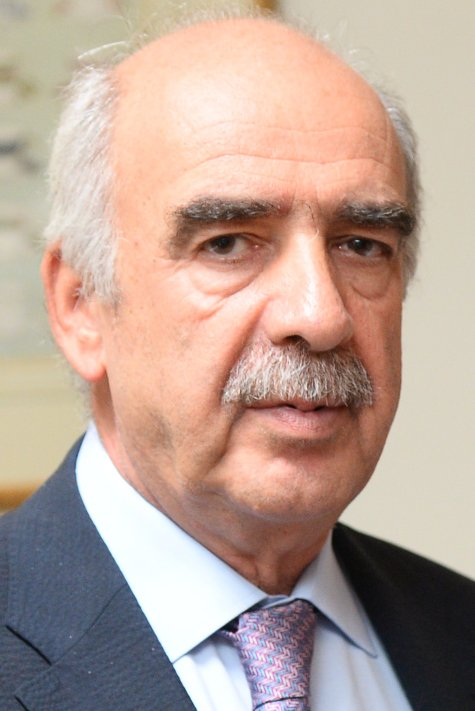
방겔리스 메이마라키스

방겔리스 메이마라키스(Βαγγέλης Μεϊμαράκης, 1953년 12월 14일 ~ )는 그리스의 정당 신민주주의당의 당수이다.